# Ramazzottius varieornatus
Ramazzottius varieornatus est une espèce figurant dans la classification taxonomique des Tardigrades (Oursons d'eau).
L'animal appartient au genre Ramazzottius et appartient à la famille des Hypsibiidae. Le nom scientifique de l'espèce a été validement publié pour la première fois en 1993 par Bertolani & Kinchin.